# Juan Miguel Zubiri

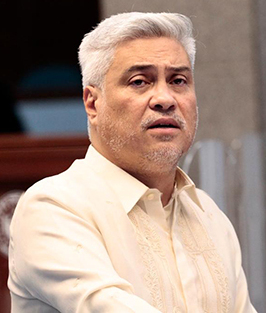
Juan Miguel Zubiri, 2021

Juan Miguel „Migz“ Fernandez Zubiri (* 13. April 1969 in Makati City) ist ein philippinischer Politiker.

## Lebenslauf
Nach dem Besuch der Elementary School und der High School des Colegio de San Agustin begann der Sohn des Abgeordneten und Gouverneurs der Provinz Bukidnon, Jose Maria Zubiri, 1986 ein Studium der Agrarwirtschaft an der University of the Philippines (UP) in Los Baños und schloss dieses Studium 1990 mit einem Bachelor of Science (B.S. Agrobusiness) ab.
Im Anschluss war er zunächst zwischen 1990 und 1995 Geschäftsführer des Familienunternehmens Zubros Agri Incorporated und danach bis 1998 Chef des Legislativstabes seines Vaters, der zu dem Zeitpunkt Mitglied des Repräsentantenhauses war und dort den dritten Wahlbezirk von Bukidnon vertrat.
Nachdem sein Vater 1998 nicht erneut für das Repräsentantenhaus kandidiert hatte und zum Gouverneur von Bukidnon gewählt worden war, folgte ihm Juan Miguel Zubiri als Mitglied des Repräsentantenhauses und vertrat in diesem drei Legislaturperioden lang bis 2007 den dritten Wahlbezirk Bukidnons. Nachfolger als Abgeordneter wurde sein älterer Bruder Jose Zubiri III.
Im Anschluss wurde er bei den Wahlen vom 14. Mai 2007 als Kandidat der Lakas – Christian Muslim Democrats (Lakas-CMD) für eine sechsjährige Wahlzeit zum Mitglied des Senats gewählt, wobei er knapp den letzten der zwölf zu besetzenden Senatssitze gewann. Die Wahl wurde jedoch von Aquilino Pimentel III angefochten, der nur den 13. Platz belegt hatte. Pimentel erhob Betrugsvorwürfe gegen Zubiri und beklagte eine falsche Auszählung der Stimmen in einem Bezirk. Eine Klage vor dem Obersten Gerichtshof der Philippinen wurde jedoch abgewiesen. Daraufhin reichte Pimentel Protest bei der Wahlkommission ein, was Zubiri dazu veranlasste, einen Gegenprotest einzureichen. Das folgende Verfahren sollte sich über mehrere Jahre hinziehen. Währenddessen wurde Zubiri am 17. November 2008 als bis dahin jüngster Politiker in der Geschichte der Philippinen als Majority Floor Leader Führer der Mehrheitsfraktion im Senat und bekleidete dieses Amt bis zum 30. Juni 2010. Im Senat des 15. Kongresses wurde Zubiri Vorsitzender der Ausschüsse für Kooperativen sowie für Umwelt und natürliche Ressourcen. 2011 gaben der Wahlleiter und der ehemalige Gouverneur der Provinz, in der 2007 angeblich die Stimmen falsch ausgezählt wurden, eine Erklärung ab, das es damals tatsächlich zu massiven Wahlfälschungen gekommen war. Daraufhin erklärte Zubiri am 3. August 2011 seinen Rücktritt als Senator, gab jedoch an nie betrogen zu haben oder andere dazu aufgefordert zu haben für ihn die Wahl zu manipulieren. Am 11. August 2011 wurde daraufhin Aquilino Pimentel III von der Wahlkommission zum rechtmäßigen Gewinner der Wahl von 2007 erklärt und vier Tage später als Senator vereidigt.
Zubiri engagierte sich darüber hinaus in zahlreichen anderen Organisationen und ist unter anderem ehemaliger Präsident der Rangers Association der UP, der Amateur Boxing Association (ABAP) sowie der Paglaum Foundation.
2016 wurde Zubiri erneut in den Senat gewählt und 2022 für weitere sechs Jahre im Amt bestätigt. Seit dem 25. Juli 2022 ist Zubiri der Präsident des Senats.